# 堆朱
堆朱（ついしゅ）は、彫漆の一種である。彫漆とは、素地の表面に漆を塗り重ねて層を作り、文様をレリーフ状に表す技法を指すが、日本では表面が朱であるものを「堆朱」、黒であるものを「堆黒（ついこく）」、黄であるものを「堆黄（ついおう）」と呼ぶ。中国では、黒漆の層に文様を彫り表したものを「剔黒」、朱漆の層のものを「剔紅」といい、中国漆器を代表する技法とされる。通常の漆は硬くて彫刻が困難だが、発展経緯とその継承から技法も様々となる。

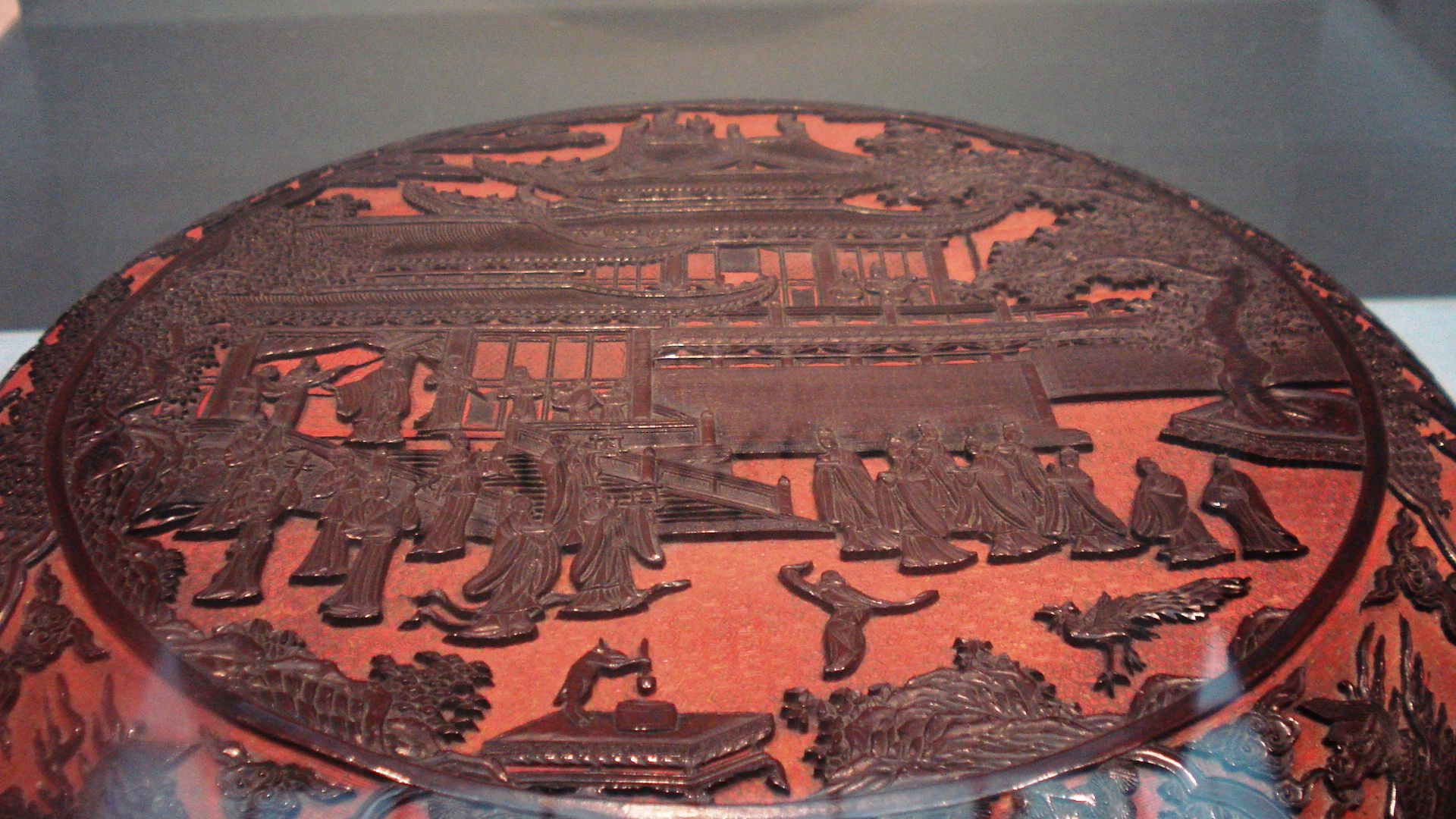
明代(西暦1490年代頃)の中国の箱中国神話の嫦娥が描かれている

## 製作工程
堆朱の製作には、まず素地を作成する事から始まり、土台に漆を塗っては乾かす作業を繰り返す。通常は一番下のベース部分の漆製の板を作成し、ベース部分が完成すると土台を外す。日本では彫る際の事を考えながら様々な色の漆をベースの上に塗り重ねることから、堆朱は非常に時間が掛かる技法とされている。

## 歴史
- 中国で剔紅と呼ばれ宋以降盛行した。
- 日本には平安時代末から鎌倉時代初頃に伝来し、室町時代頃本格的に製造が始まった。